# Boumhel Bassatine Sport
Pour les articles homonymes, voir Bassatine.
Boumhel Bassatine Sport (BSS) est un club tunisien de volley-ball basé à Bou Mhel el-Bassatine dans le gouvernorat de Ben Arous.
Après avoir brillé dans les catégories des jeunes, il engage une équipe seniors en 2006-2007 et réussit l'année suivante à jouer les barrages d'accession en division nationale A, malgré le départ de ses meilleurs éléments vers les grands clubs : Hichem Kaâbi vers l'Espérance sportive de Tunis, Marouan Garci, Seifeddine Hmem et Marouan Chtioui vers l'Étoile sportive du Sahel. Cependant, faute de moyens, le club ne conserve pas sa place parmi l'élite, ce qui amène à la dissolution de l'équipe seniors. Depuis, il se contente des compétitions de jeunes. Le club compte actuellement les catégories des moins de 23 ans et juniors, entre autres, ce qui pourrait augurer de la reprise prochaine des seniors.

## Palmarès
- Vainqueur de la coupe de Tunisie juniors : 2022
- Champion de Tunisie cadets : 2004
- Champion de Tunisie écoles filles : 2006
- Vainqueur de la coupe de Tunisie minimes : 2015
- Vainqueur de la coupe de Tunisie minimes filles : 2015, 2022
- Vainqueur de la coupe de Tunisie écoles : 2013
- Vainqueur du championnat de Tunisie (national B) seniors filles : 2021
- Finaliste de la coupe de Tunisie juniors : 2005
- Finaliste de la coupe de Tunisie cadets : 2004
- Finaliste du championnat de Tunisie minimes filles : 2022